# Enyalius perditus
Enyalius perditus är en ödleart som beskrevs av  Jackson 1978. Enyalius perditus ingår i släktet Enyalius och familjen Polychrotidae. Inga underarter finns listade i Catalogue of Life.